# 埃叙斯
埃叙斯（法語：Eysus，法語發音：[ɛizys]）是法国大西洋比利牛斯省的一个市镇，位于该省中东部偏南，属于奥洛龙-圣玛丽区。

## 地理
埃叙斯（43°8'21"N, 0°35'18"W）面积6.72 平方千米，位于法国新阿基坦大区大西洋比利牛斯省，该省份为法国东南部省份，涵盖了贝阿恩与北巴斯克，西临大西洋比斯開灣，北至朗德省，东北接热尔省，东临上比利牛斯省，南与西班牙接壤。
与埃叙斯接壤的市镇（或旧市镇、城区）包括：阿萨斯普-阿罗斯、居尔芒松、吕尔布-圣克里斯托、奥洛龙-圣玛丽。
埃叙斯的时区为UTC+01:00、UTC+02:00（夏令时）。

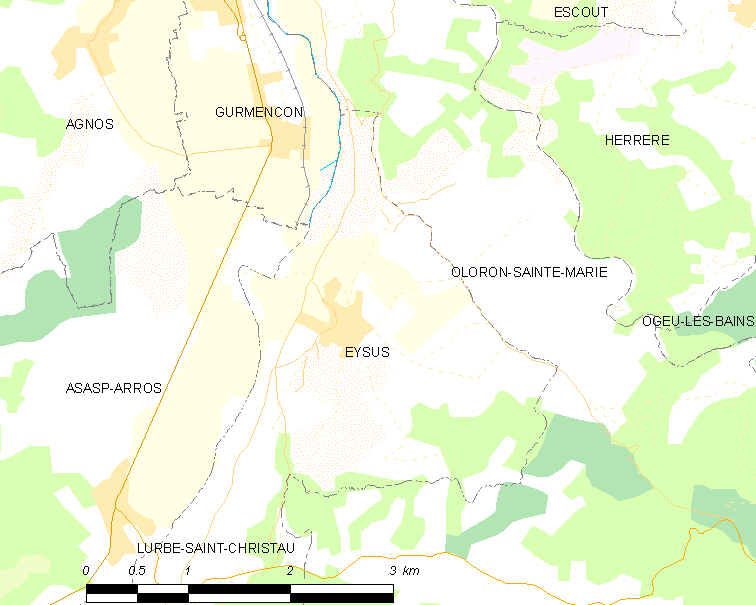
埃叙斯的OSM定位图

## 行政
埃叙斯的邮政编码为64400，INSEE市镇编码为64224。

## 政治
埃叙斯所属的省级选区为奥洛龙-圣玛丽第一县。

## 人口

1962-2008年间埃叙斯人口变化图示

埃叙斯于2022年1月1日时的人口数量为617人。